# Thomas Moore (botánico)
Thomas Moore ( 29 de mayo de 1821, Stoke-next-Guildford - 11 de enero de 1887) fue un botánico y horticultor inglés .
Dirigió el jardín botánico de Chelsea (Londres). Participa en la publicación de The Florist and Garden Miscellany (1850-1851), The Gardener’s Magazine of Botany, Horticulture, Floriculture and Natural Science (1850-1852) y en The Florist and Pomologist: a pictorial monthly magazine of flowers, fruits, and general horticulture (1862-1884).
Su The elements of botany for families and schools sería abundantemente reeditado.
Fue sepultado en el Cementerio Brompton de Londres.

## Obras
- A Handbook of British Ferns: intended as a guide and companion to fern culture and comprising scientific and popular descriptions of all the species indigenous to Britain, with remarks on their history and cultivation. Londres, 1848
- A Popular History of the British Ferns and the allied plants. Londres, 1851, reeditado en 1855, 1862 y en 1865
- Con John Lindley (1799-1865) y John Bradbury (1768-1823), The Ferns of Great Britain and Ireland. Londres, 1855
- Primer volumen de The Floral Magazine: comprising figures and descriptions of popular garden flowers. Ilustraciones de W. Fitch ; Londres, 1860-1871
- The octavo nature-printed British ferns, dos volúmenes, Bradbury & Evans, 1859-1960
- British Ferns and their allies. George Routledge & Sons, Londres, 1866
- Con J. Lindley, The Treasury of Botany; a popular dictionary of the vegetable kingdom; with which is incorporated a glossary of botanical terms. Londres, 1866
- Con George Jackman (1837-1887), The Clematis as a Garden Flower; being descriptions of the hardy species ... of Clematis ... and suggestions as to the purposes for which they are adapted in modern gardening. Londres, 1872
- Epitome of gardening. Edimburgo, 1881

- La abreviatura «T.Moore» se emplea para indicar a Thomas Moore como autoridad en la descripción y clasificación científica de los vegetales.[1]